# Lesart
Der Ausdruck Lesart ist mehrdeutig und bezeichnet entweder eine Textvariante oder eine Interpretations- oder Bedeutungsvariante.

## Lesart als Variante eines Textes
Der Begriff Lesart bezeichnet in den historischen Textwissenschaften eine überlieferte oder durch Emendation und Konjektur hergestellte Fassung einer Textstelle. Lesart ist hier etwa gleichbedeutend mit Überlieferungsvariante. 
Im Zusammenhang mit der Rekonstruktion literarischer Texte versteht man unter „Lesart“ eine Textstellenvariante in einer durch mehrere alte Quellen teilweise abweichend überlieferten Schrift. Solche Varianten lassen sich gelegentlich als Missverständnisse und Missdeutungen von Abschreibern erklären. Man spricht dann von einer verderbten Lesart. Oft sind aber gerade die schwerer verständlichen Lesarten die originalen. 
- Siehe als Beispiel auch: Lesarten des Korans

## Lesart als Variante einer Interpretation oder einer Bedeutung
Lesart im Sinne einer Interpretations- oder Bedeutungsvariante kann in verschiedenen Zusammenhängen verwendet werden. 

### Lesart als bestimmte Einzelbedeutung eines Ausdrucks
Der Ausdruck Lesart bezeichnet eine bestimmte Bedeutung oder Interpretation eines sprachlichen Ausdrucks. 
- Beispiel: Für das Wort „Lesart“ werden auf dieser Wikipedia-Seite oder auf der verlinkten Wiktionary-Seite mehrere Lesarten aufgeführt.
- Beispiel: scharf in verschiedenen Lesarten als Attribut von Messer, Soße, Kurve, Kante, Munition usw.
- Beispiel: „sich“ in der Lesart reflexiv (Beispiel: er kämmt sich), reziprok (Beispiel: sie unterhalten sich) oder medial (Beispiel: die Sowjetunion löst sich auf).[1]

Je nach Perspektive oder Theorie wird mit Lesart mehr eine objektive (konventionelle) Bedeutung oder die subjektive Deutung eines Ausdrucks durch einen Rezipienten angesprochen. 
Mehrere Lesarten sollen der Einzel-, nicht der Regelfall sein.
Bei der Lesartendisambiguierung geht es um ein automatisiertes Disambiguierungsverfahren zur eindeutigen Zuordnung einer Bedeutung zu einem Wort.

### Lesart als bestimmte Auslegung eines mehrdeutigen Originals (Editionswesen)
Im Editionswesen bezeichnet Lesart die Auslegung des Herausgebers eines im Original enthaltenen, mehrdeutigen Zeichens. So verwendeten die Mönche in den Kopierstuben des Mittelalters häufig persönliche Abkürzungen, die dem heutigen Leser nicht ohne Weiteres eindeutig erschließbar sind. In kommentierten Ausgaben werden in solchen Fällen plausible Lesarten einer bestimmten Textstelle angegeben.

### Lesart als bestimmte Interpretation eines literarischen Textes (Literaturwissenschaft)
Für die literaturwissenschaftliche Schule der Rezeptionsästhetik ist die Lesart eine zentrale Kategorie. Ausgangspunkt ist dabei die Vorstellung, dass ein literarischer Text keine in ihm selbst ruhende, feste Bedeutung hat. Dem Text wird erst durch den Leseprozess Bedeutung verliehen. Dabei ist die Interpretation des einzelnen Lesers entscheidend. Der literarische Text wird als ein System von Leerstellen verstanden, das beim Lesen vervollständigt wird. 
Ein Beispiel ist die Industriestadt, die den Handlungsort für Christa Wolfs Erzählung Der geteilte Himmel bildet. Ohne explizite Benennung mag sie der eine zum Beispiel als Halle an der Saale (wie in der späteren Verfilmung), der andere als Leipzig oder Potsdam deuten.

### Lesart als bestimmte Interpretation offizieller Texte
In der Diplomatie regeln internationale Verträge häufig nicht in allen Einzelheiten den Gegenstand des Vertrags. Die konkrete Umsetzung bedarf daher der Interpretation. Mit dem Begriff „Lesart“ für eine spezielle Interpretation wird suggeriert, dass das Interesse des Interpretierenden Einfluss genommen hat.
Ähnlich spricht man auch von einer amtlichen oder offiziellen Lesart.